# Interacciones entre el pomelo y los medicamentos

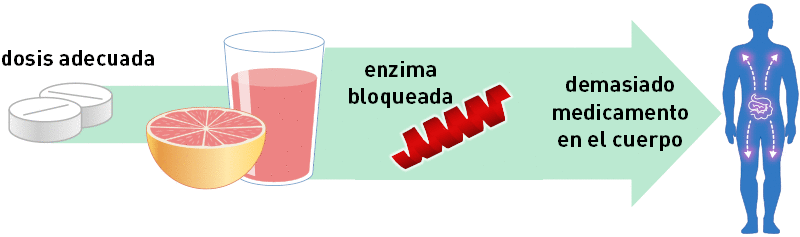
Algunos fármacos como las estatinas utilizadas para reducir el colesterol, son descompuestos por enzimas. El jugo de pomelo puede bloquear la acción de estas enzimas e incrementar la cantidad de fármaco en el cuerpo.

Algunas frutas y jugos de frutas pueden interactuar con numerosos fármacos, provocando efectos adversos en algunos casos. Los efectos que se presentan en este articulo se refieren principalmente al pomelo y jugo de pomelo, pero se han observado efectos similares con otras frutas cítricas.   

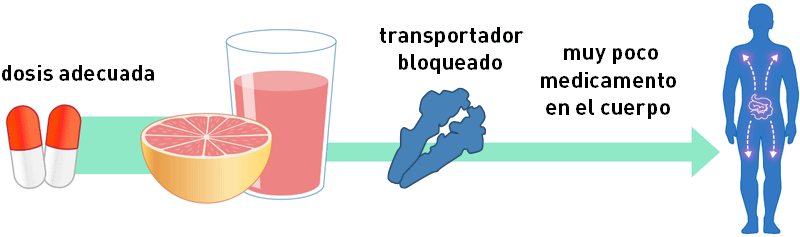
Otros medicamentos, como la fexofenadina, son trasladados por los transportadores a las células del cuerpo. El jugo de pomelo puede bloquear la acción de dichos transportadores, disminuyendo la cantidad del medicamento en el cuerpo.

Un pomelo entero o un vaso pequeño de su jugo (aproximadamente 200 mililitros), puede causar toxicidad por sobredosis de drogas.  La fruta consumida tres días antes del medicamento aún puede tener efecto. Los riesgos relativos de los diferentes tipos de cítricos no se han estudiado sistemáticamente. Los medicamentos afectados suelen tener una etiqueta auxiliar que dice "No tomar con pomelo" en el envase, y la interacción se detalla en el prospecto.  Se recomienda a las personas que pregunten a su médico o farmacéutico acerca de las interacciones entre medicamentos y de los medicamentos con otras ingestas.Sin embargo, algunos expertos creen que para la mayoría de los pacientes, no existe justificación para evitar por completo el consumo del pomelo.
Aunque la mayoría de los alimentos ricos en flavonoides reducen todas las causas de mortalidad, se ha demostrado que el consumo de pomelo aumenta dichas causas, debido, posiblemente,  a las interacciones farmacológicas clínicamente significativas de los componentes no flavonoides.

## Historia
El efecto del jugo de pomelo con respecto a la absorción de fármacos fue descubierto originalmente por un grupo dirigido por el farmacólogo David Bailey, en 1989. El efecto se descubrió accidentalmente, cuando en una prueba de interacciones farmacológicas con alcohol se utilizó jugo de pomelo para ocultar el sabor del etanol.  Su primer informe clínico publicado sobre las interacciones farmacológicas del pomelo fue en 1991.  Una revisión médica de 2005 recomendó a los pacientes evitar todos los jugos de cítricos hasta que más investigaciones aclaren los riesgos.  En 2008 se informó que se habían observado efectos similares con el jugo de manzana.   

## Polifenoles
Las frutas cítricas pueden contener varios polifenoles, incluidas furanocumarinas y naringina, como bergamotina, dihidroxibergamotina y bergapteno.  El pomelo, las naranjas de Sevilla,y la bergamota contienen naringina. Las furanocumarinas pueden tener un efecto más fuerte que la naringina.  

## Mecanismo
Los efectos que se describen a continuación son causados por las furanocumarinas (y, en menor medida, los flavonoides), que son compuestos producidos por muchas plantas, incluidas, entre otras, el pomelo. Estos químicos inhiben enzimas clave que metabolizan los fármacos, como el citocromo P450 3A4 (CYP3A4), una enzima metabolizadora de casi el 50% de los fármacos y se encuentra en el hígado y en las células epiteliales del intestino delgado. Los derivados orgánicos de la furanocumarina interfieren con la enzima hepática e intestinal CYP3A4 y pueden ser responsables de los efectos del pomelo sobre la enzima. Las isoformas del citocromo afectadas por los componentes del pomelo también incluyen CYP1A2, CYP2C9 y CYP2D6,      pero CYP3A4 es la principal enzima CYP en el intestino.
La inhibición de enzimas puede tener dos efectos diferente:
1. La inhibición de las enzimas que metabolizan el fármaco a un metabolito inactivo mediada por el jugo de pomelo conduce a dosis demasiado altas del fármaco en el cuerpo [28]
2. La inhibición mediada por el jugo de pomelo de las proteínas transportadoras de membrana desde el intestino a la sangre, o la inhibición de las enzimas que activan un profármaco a un metabolito activo, conduce a dosis insuficientes del fármaco en el cuerpo, lo que resulta en la pérdida del efecto terapéutico.[28]

El pomelo o su jugo también pueden reducir la absorción de muchos fármacos al inhibir el transporte a través de las membranas celulares, por los transportadores de la glicoproteína P (un miembro de la superfamilia de transportadores dependientes del ATP (ABC) ) y miembros de la familia de transportadores de aniones orgánicos.Sin embargo, estos transportadores parecen tener un efecto mínimo sobre la exposición sistémica de los fármacos a los que afectan.Muchas drogas se ven afectadas por el consumo de jugo de cítricos. Cuando se inhibe la enzima metabolizadora, ésta metabolizará menos fármaco en las células epiteliales. Esta interacción es particularmente peligrosa cuando el fármaco en cuestión tiene un índice terapéutico bajo, de modo que un pequeño aumento de la concentración en sangre puede marcar la diferencia entre el efecto terapéutico y la toxicidad. El jugo de cítricos inhibe la enzima sólo dentro de los intestinos si se consume en pequeñas cantidades. Cuando se consumen cantidades mayores, también pueden inhibir la enzima en el hígado. La inhibición de las enzimas hepáticas puede provocar un aumento adicional de la potencia y una vida media metabólica prolongada (vida media metabólica prolongada para todas las formas de administración del fármaco).

## Duración y cronometraje

### Interacciones metabólicas
Las interacciones pomelo-medicamentos que afectan el metabolismo presistémico de los medicamentos (el metabolismo que ocurre antes de que el medicamento ingrese a la sangre) tienen una duración de acción diferente a la de las interacciones que funcionan mediante otros mecanismos, como la absorción, que se analizan más adelante.
Cuando el jugo se ingiere con el medicamento o hasta 4 horas antes del medicamento la interacción es mayor.
La ubicación de la inhibición ocurre en el revestimiento de los intestinos, no dentro del hígado. Los efectos perduran porque la inhibición de las enzimas metabolizadoras de fármacos, como CYP3A4, mediada por el pomelo, es irreversible ; es decir, una vez que el pomelo ha "roto" la enzima, las células intestinales deben producir más enzima para restaurar su capacidad de metabolizar los medicamentos. Se necesitan alrededor de 24 horas para recuperar el 50% de la actividad enzimática inicial de la célula y pueden pasar 72 horas para que la actividad enzimática vuelva completamente a su nivel inicial. Por esta razón, no se evita la interacción farmacológica con solo separar el consumo de cítricos y los medicamentos que se toman diariamente.

### Interacciones por absorción
Para los medicamentos que interactúan debido a la inhibición de OATP (polipéptidos transportadores de aniones orgánicos), se necesita un período de tiempo relativamente corto para evitar esta interacción, y debería ser suficiente un intervalo de 4 horas entre el consumo de pomelo y el medicamento.   Para los medicamentos disponibles en el mercado, se cuenta con páginas de información (monografías, hojas de datos) que brindan detalles sobre cualquier posible interacción entre un medicamento y el jugo de pomelo. Debido a que existe un número creciente de medicamentos que interactúan con los cítricos, los pacientes deben consultar a un farmacéutico o médico sobre sus interacciones.

## Frutos a considerar
El pomelo no es la única fruta cítrica que puede interactuar con los medicamentos.  Una artículo de revisión médica recomendó a los pacientes que evitaran todos los cítricos. 
Existen tres formas de comprobar si una fruta interactúa con medicamentos:
1. Probar una combinación de fármaco y fruta en humanos [12]
2. Probar químicamente una fruta para detectar la presencia de compuestos polifenólicos interactuantes.
3. Probar genéticamente una fruta para detectar los genes necesarios para producir los compuestos polifenólicos que interactúan.[33]

El primer enfoque implica riesgos para los voluntarios del ensayo. El primer y segundo enfoque tienen otro problema: el mismo cultivo de fruta podría probarse dos veces con resultados diferentes; dependiendo de las condiciones de cultivo y procesamiento, las concentraciones de los compuestos polifenólicos que interactúan pueden variar notablemente. El tercer enfoque se ve obstaculizado por la escasez de conocimiento de los genes en cuestión.

### Genética e interacciones de los cítricos.
Un descendiente de cultivo de cítricos que no puedan producir los problemáticos compuestos polifenólicos, presumiblemente también carecería de los genes para producirlos. Muchos cultivos de cítricos son híbridos de un pequeño número de especies ancestrales,  muchas de ellas completamente secuenciadas genéticamente en la actualidad. 
Muchos grupos de cítricos tradicionales, como las verdaderas naranjas dulces y los limones, parecen ser cogollos deportivos, descendientes mutantes de un único ancestro híbrido. En teoría, los cultivos en un grupo de cultivo de cogollos podrían ser todos seguros o todos completamente problemáticos. Sin embargo, es cada vez más probable que las nuevas variedades de cítricos que llegan al mercado sean híbridos creados sexualmente  y no porte de brote creados asexualmente.
No siempre se conoce la ascendencia de un cultivo híbrido. Incluso si se sabe, no es posible estar seguro de que el cultivo no interactuará con los medicamentos basándose en la taxonomía, ya que no se sabe qué ancestros carecen de la capacidad de producir los compuestos polifenólicos problemáticos. No obstante, muchos de los cultivos de cítricos que se sabe que son problemáticos parecen estar estrechamente relacionados.

#### Especies ancestrales
El pomelo (la fruta asiática que se cruzó con una naranja para producir pomelo) contiene grandes cantidades de derivados de furanocumarina . Los parientes del pomelo y otras variedades de esta fruta presentan cantidades variables de furanocumarina.
La mandarina Dancy tiene una pequeña cantidad de ascendencia del pomelo, pero está genéticamente cerca de una mandarina verdadera no híbrida (a diferencia de la mayoría de las mandarinas comerciales, que pueden tener una hibridación mucho más extensa). Se han mezclado y analizado ocho frutos Dancy, todos recogidos al mismo tiempo de un mismo árbol, para detectar furanocumarinas; en ningún un caso fue detectable. 
No existen referencias respecto de que se hayan testeado cidras ni papayas.

#### Cultivos híbridos
Las naranjas dulces y las amargas son híbridos de mandarina y pomelo. Las naranjas amargas (como las naranjas de Sevilla que a menudo se usan en mermelada) pueden interferir con medicamentos  incluido el etopósido, un medicamento utilizado en quimioterapia, algunos medicamentos betabloqueantes utilizados para tratar la presión arterial alta y la ciclosporina, que toman los pacientes trasplantados para prevenir el rechazo de los nuevos órganos. La evidencia en el caso de naranjas dulces es más variada.
Las pruebas realizadas en algunos tangelos (híbridos de mandarinas/mandarinas y pomelo) no han mostrado cantidades significativas de furanocumarina; Estos estudios también se realizaron en ocho frutas, todas recolectadas al mismo tiempo de un mismo árbol.
Los limones comunes son producto de la hibridación naranja/cidra y, por lo tanto, tienen ascendencia del pomelo, y aunque las limas son híbridos de papaya/cidra, las limas persas más prevalentes comercialmente y variedades similares son cruces de la lima con limones y, por lo tanto, también tienen al pomelo como ancestros  Estas variedades de limas también pueden inhibir el metabolismo de los fármacos.  Otras especies de cítricos menos comunes, también llamados limones o limas, son genéticamente distintas de las variedades más comunes, con diferentes proporciones de ascendencia del pomelo.

#### Nombres inexactos de variedades de frutas
Las denominaciones comerciales de los cítricos a menudo no se corresponden con las taxonómicas. El cultivo  de naranjas denominadas "Ambersweet" se clasifica y vende como una naranja, pero no desciende del mismo ancestro común que las naranjas dulces; tiene ascendencia de pomelo, naranja y mandarina. Las frutas suelen venderse como mandarina o satsuma (que pueden ser sinónimos  ). Las frutas que se venden con estos nombres incluyen muchas que son híbridos con ascendencia del pomelo, como las variedades Sunbursts y Murcotts.   Es destacable la diversidad de frutos llamados limas; algunos, como la lima española y la lima silvestre, ni siquiera son cítricos.
En algunos países, los cítricos deben llevar el nombre de un cultivo registrado. Muchas veces el jugo de dichas frutas no lleva el nombre registrado. Alguna literatura médica también nombra a las frutas de prueba o testeo,  según el nombre del cultivo registrado.

### Otras frutas y verduras
El descubrimiento de que los flavonoides son responsables de algunas interacciones hace posible que otras frutas y verduras se vean afectadas y por lo tanto sean estudiadas.

#### Jugo de manzana
El jugo de manzana, especialmente el presente en productos producidos comercialmente, interfiere con la acción de los OATP. La interferencia puede disminuir la absorción de medicamentos de uso común, incluidos los betabloqueantes como el atenolol, los antibióticos como la ciprofloxacina y los antihistamínicos como el montelukast . 

#### Jugo de granada
El jugo de granada inhibe la acción de las enzimas metabolizadoras de fármacos CYP2C9 y CYP3A4. Sin embargo, la literatura disponible hasta 2014 no parecía indicar un impacto clínicamente relevante del jugo de granada sobre los fármacos metabolizados por CYP2C9 y CYP3A4.

## Drogas afectadas
Los investigadores han identificado más de 85 medicamentos con los que se sabe que el pomelo tiene una reacción adversa.   Según una revisión realizada por la Asociación Médica Canadiense, hay un aumento en la cantidad de medicamentos potenciales que pueden interactuar con el jugo de pomelo y en la cantidad de tipos de frutas que pueden interactuar con esos medicamentos. De 2008 a 2012, el número de fármacos que se sabía interactúan potencialmente con el pomelo, con riesgo de efectos nocivos o incluso peligrosos (sangrado gastrointestinal, nefrotoxicidad), aumentó de 17 a 43.

### Rasgos
La interacción entre cítricos y medicamentos depende de la droga individual y no del fármaco. Los fármacos que interactúan suelen compartir tres características: se toman por vía oral, normalmente sólo una pequeña cantidad ingresa a la circulación sanguínea sistémica y son metabolizados por CYP3A4. Los efectos sobre el CYP3A4 en el hígado podrían, en principio, provocar interacciones con medicamentos no orales,[cita requerida] y también existen efectos no mediados por CYP3A4.
Las isoformas del citocromo afectadas por los componentes del pomelo incluyen CYP3A4, CYP1A2, CYP2C9 y CYP2D6; los fármacos que son metabolizados por estas enzimas pueden tener interacciones con los componentes de esta fruta.
Una manera de saber si un medicamento puede verse afectado por el jugo de pomelo es investigando si otro fármaco inhibidor del CYP3A4 conocido está contraindicado con el fármaco activo del medicamento en cuestión. Ejemplos de inhibidores conocidos de CYP3A4 son:  cisaprida (Propulsid), eritromicina, itraconazol (Sporanox), ketoconazol (Nizoral) y mibefradil (Posicor).

### Lista incompleta de medicamentos afectados
Los medicamentos que interactúan con los compuestos de pomelo en CYP3A4 incluyen
- benzodiazepinas : triazolam (Halcion), midazolam administrado por vía oral (Versed), nitrazepam administrado por vía oral (Mogodon), diazepam (Valium),[54] clonazepam[55] [56] (Klonopin), alprazolam (Xanax) y quazepam (Doral, Dormalin ) [57]
- ritonavir (Norvir): la inhibición de CYP3A4 previene el metabolismo de inhibidores de proteasa como ritonavir.
- sertralina (Zoloft y Lustral).[58]
- verapamilo (Covera-HS, Calan, Verelan e Isoptin).[59]

Medicamentos que interactúan con los compuestos de pomelo en CYP1A2 incluyen:
- cafeína [60]

Los medicamentos que interactúan con los compuestos de pomelo en CYP2D6 incluyen:
- dextroanfetamina (Dexedrina).[61]
- dextroanfetamina (75%)/ levoanfetamina (25%) (Adderall).[62]
- dextrometanfetamina (Desoxyn).[63]

Investigaciones sobre la interacción entre las anfetaminas y la enzima CYP2D6, concluyeron que algunas partes de las moléculas del sustrato contribuyen a la unión de la enzima.

#### Otras interacciones
Medicamentos adicionales que se ven afectados por el jugo de pomelo incluyen, entre otros:
- Algunas statinas, incluyendo atorvastatin (Lipitor),[65] lovastatin (Mevacor), y simvastatin (Zocor, Simlup, Simcor, Simvacor)[66]
  - En contraste, pravastatin (Pravachol),[65] fluvastatin (Lescol), y rosuvastatin (Crestor)[66] no son afectados por el pomelo.
- Antiarrítmicos incluidos amiodarone (Cordarone), dronedarone (Multaq), quinidine (Quinidex, Cardioquin, Quinora), disopyramide (Norpace), propafenone (Rythmol) and carvedilol (Coreg)[66]
- Amlodipine: el pomelo aumenta la cantidad disponible del fármaco en el torrente sanguíneo, lo que provoca un aumento impredecible de los efectos antihipertensivos.
- Drogas anti migrania: ergotamine (Cafergot, Ergomar), amitriptyline (Elavil, Endep, Vanatrip) y nimodipine (Nimotop)[66]
- Drogas para disfunción eréctil  sildenafil (Viagra), tadalafil (Cialis) y vardenafil (Levitra)[66][67]
- Acetaminophen/paracetamol (Tylenol) Se encontró que las concentraciones aumentaban en sangre murina con jugo de pomelo blanco y rosado, y el jugo blanco actuaba más rápido.[68] "La biodisponibilidad del paracetamol se redujo significativamente después de la administración múltiple de GFJ" en ratones y ratas. Esto sugiere que la ingesta repetida de jugo de pomelo reduce la eficacia y la biodisponibilidad de paracetamol/paracetamol en comparación con una dosis única de jugo de pomelo, lo que a la inversa aumenta la eficacia y biodisponibilidad de acetaminofén/paracetamol.[69][70]
- Anthelmintics: Utilizado para el tratamiento de determinadas infecciones parasitarias; incluye praziquantel
- Buprenorphine: Metabolizado a norbuprenorfina por CYP3A4[71]
- Buspirone (Buspar): El jugo de toronja aumentó las concentraciones plasmáticas máximas y AUC de buspirona 4,3 y 9,2 veces, respectivamente, en un estudio cruzado, aleatorizado, de dos fases y con diez sujetos.[72]
- Codeinees un profármaco que produce sus propiedades analgésicas siguiendo el metabolismo a morfina completamente por CYP2D6.[73]
- Ciclosporin (cyclosporine, Neoral): Los niveles sanguíneos de ciclosporina aumentan si se toma con jugo de pomelo, jugo de naranja o jugo de manzana.[74] Un mecanismo plausible implica la inhibición combinada de las funciones entéricas CYP3A4 y MDR1, lo que potencialmente conduce a eventos adversos graves (p. ej., nefrotoxicidad). niveles sanguíneos de tacrolimus (Prograf) También puede verse igualmente afectado por la misma razón que la ciclosporina, ya que ambos fármacos son inhibidores de la calcineurina.[75]
- Dihydropyridines incluyendo felodipine (Plendil), nicardipine (Cardene), nifedipine, nisoldipine (Sular) y nitrendipine (Bayotensin)[66]
- Erlotinib (Tarceva)[76]
- Exemestane, aromasin, y por extensión, todos los compuestos similares a los estrógenos y los inhibidores de la aromatasa que imitan la función del estrógeno aumentarán su efecto, provocando una mayor retención de estrógenos y una mayor retención de fármacos.[77]
- Etoposide iinterfiere con los jugos de pomelo, naranja y manzana.[74]
- Fexofenadine (Allegra) las concentraciones disminuyen en lugar de aumentar, como es el caso con la mayoría de las interacciones entre pomelo y medicamentos.[78][79]
- Fluvoxamine (Luvox, Faverin, Fevarin and Dumyrox)[80]
- Imatinib (Gleevec): Aunque no se han realizado estudios formales con imatinib y jugo de pomelo, el hecho de que el jugo de pomelo sea un inhibidor conocido del CYP 3A4 sugiere que la coadministración puede provocar un aumento de las concentraciones plasmáticas de imatinib. Asimismo, aunque no se realizaron estudios formales, la coadministración de imatinib con otro tipo específico de jugo de cítricos llamado jugo de naranja de Sevilla (SOJ) puede provocar un aumento de las concentraciones plasmáticas de imatinib mediante la inhibición de las isoenzimas CYP3A. El zumo de naranja de Sevilla no se suele consumir como zumo por su sabor ácido, pero se encuentra en mermeladas y otras mermeladas. Se ha informado que el jugo de naranja de Sevilla es un posible inhibidor de las enzimas CYP3A sin afectar a MDR1 cuando se toma concomitantemente con ciclosporina.[81]
- Ketamine: Después de beber 200 ml de jugo de toronja al día durante cinco días, la absorción general de ketamina ingerida por vía oral fue tres veces mayor en comparación con un grupo de control de un ensayo clínico. La concentración máxima de ketamina en sangre fue más del doble.[82]
- Levothyroxine (Eltroxin, Levoxyl, Synthroid): "El jugo de pomelo puede retrasar ligeramente la absorción de levotiroxina, pero parece tener sólo un efecto menor sobre su biodisponibilidad."[aclaración requerida][83]
- Losartan (Cozaar)[66]
- Methadone: Inhibe el metabolismo de la metadona y eleva los niveles séricos.[84]
- Omeprazole (Losec, Prilosec)[85]
- Oxycodone: El jugo de pomelo mejora la exposición a la oxicodona oral. Y en un ensayo controlado aleatorio, 12 voluntarios sanos ingirieron 200 ml de jugo de toronja o agua tres veces al día durante cinco días. Al cuarto día se administraron 10 mg de clorhidrato de oxicodona por vía oral. Se informaron efectos analgésicos y conductuales durante 12 horas y se analizaron muestras de plasma para detectar metabolitos de oxicodona durante 48 horas. Jugo de toronja y aumentó el área media bajo la curva de concentración-tiempo de oxicodona. (AUC(0-∞)) 1.7 veces, la concentración plasmática máxima en 1,5 veces y la vida media de la oxicodona en 1,2 veces en comparación con el agua. Las proporciones de metabolito a padre de noroxicodona y noroximorfona disminuyeron en un 44 % y 45 % respectivamente. Oxymorphone AUC(0-∞) se incremntó 1.6 vecespero la proporción metabolito-parental se mantuvo sin cambios.[86]
- Quetiapine (Seroquel)[87]
- Repaglinide (Prandin)[66]
- Sirolimus (Rapamycin, Rapamune)[88]
- Tamoxifen (Nolvadex): Tamoxifen es metabolizado por CYP2D6 en su metabolito activo 4-hidroxitamoxifeno. El jugo de toronja puede reducir potencialmente la eficacia del tamoxifeno.[89]
- Trazodone (Desyrel): Poca o ninguna interacción con el jugo de pomelo.[90]
- Verapamil (Calan SR, Covera HS, Isoptin SR, Verelan): trastornos de la conducción auriculoventricular.[66]
- Warfarin (coumadin)
- Zolpidem (Ambien): Poca o ninguna interacción con el jugo de pomelo.[90]

| Clase de droga                                 | Interactiones Mayores | Interactiones menores |
| ---------------------------------------------- | --- | --- |
| Agente antiarritmico                           | amiodarone (Cordarone) dronedarone (Multaq) dofetilide (Tikosyn)                                                              | |
| Antihistaminas                                 | terfenadine (Seldane) (fuera del mercado) diphenhydramine (Benadryl) (partialmente) astemizole (Hismanal) (fuera del mercado) | |
| Antagonistas de los canales de calcio          | | felodipine (Plendil) nicardipine (Cardene) nifedipine (Procardia) nimodipine (Nimotop) nisoldipine (Sular) isradipine (DynaCirc) |
| Etatinas (HMG-CoA inhibidores de la reductasa) | simvastatin (Zocor) lovastatin (Mevacor)                                                                                      | atorvastatin (Lipitor) cerivastatin (Baycol) (fuera del mercado)                                                                 |
| Cough Suppressant/NMDA Antagonist              | dextromethorphan | |
| Drogas para Disfunction erectil drugs          | | sildenafil (Viagra) tadalafil (Cialis) vardenafil (Levitra)                                                                      |
| HIV Inhibidores de la proteasa                 | | saquinavir (Invirase) ritonavir (Norvir) nelfinavir (Viracept) amprenavir (Agenerase)                                            |
| Hormonas                                       | | ethinylestradiol (Ortho-Cept, otros) methylprednisolone (Medrol)                                                                 |
| Inmunosupresores                               | | ciclosporin (Sandimmune Neoral) tacrolimus (Prograf) sirolimus (Rapamune) mercaptopurine                                         |
| Sedantes, hipnóticos, y ansiolíticos           | buspirone (Buspar) | triazolam (Halcion) midazolam (Versed) diazepam (Valium) zaleplon (Sonata) alprazolam (Xanax) clonazepam (Klonopin) ketamine     |
| Otros psicotropicos                            | | carbamazepine (Tegretol) trazodone (Desyrel) quetiapine (Seroquel) fluvoxamine (Luvox) nefazodone (Serzone)                      |
| Otras drogas                                   | cisapride (Prepulsid, Propulsid) ivabradine (Corlanor)                                                                        | |